# Брэддок, Джеймс
Джеймс Уолтер Брэддок (англ. James Walter Braddock) также известный как Джим Брэддок (англ. James J. Braddock, 7 июня 1905, Нью-Йорк, США— 29 ноября 1974, Норт-Берген, Нью-Джерси, США) — американский боксёр-профессионал, чемпион мира в супертяжелом весе.

## Биография
Джеймс Брэддок — потомок ирландских переселенцев. Он родился в районе Адская кухня на Манхэттене, расположенном на западе 48 улицы в пределах жилых кварталов Мэдисон-сквер-гарден. В молодости его целью была игра в американский футбол под руководством Кнута Рокне (англ. Knute Rockne) в Университете Нотр-Дам.
Умер в 1974 году в возрасте 69 лет. Похоронен на кладбище Mount Carmel Cemetery в боро Тенафлай, штат Нью-Джерси.

## Профессиональная карьера
Первый бой провёл 13 апреля 1926 года. Поединок, продлившийся 4 раунда, завершился вничью.
17 октября 1928 года победил по очкам бывшего чемпиона мира в полусреднем весе Пита Лацо.
18 января 1929 года проиграл по очкам Лео Ломски.
11 марта 1929 года победил техническим нокаутом в 9-м раунде бывшего чемпиона мира в полутяжёлом весе Джимми Слэттери.

### Чемпионский бой с Томми Лауграном
18 июля 1929 года Брэддок вышел на бой за звание чемпиона мира в полутяжёлом весе против Томми Лауграна. Поединок продлился все 15 раундов. Судьи единогласно отдали победу действующему чемпиону.
15 ноября 1929 года проиграл по очкам Макси Розенблуму.
17 января 1930 года Брэддок во второй раз в карьере встретился с Лео Ломски. Джеймсу дважды удалось отправить противника в нокдаун. Однако, он проиграл бой раздельным решением судей.
21 сентября 1932 года проиграл по очкам Джону Генри Льюису.
После боя с Эйбом Фельдманом (в сентябре 1933 года), Джеймс решил уйти из бокса.

### Возвращение на ринг
В июне 1934 года Брэддоку предложили выйти на ринг против молодого перспективного тяжеловеса Корна Гриффина. Причём, предложение было сделано всего за два дня до боя. Джеймс согласился. Гриффин был фаворитом (5 к 1). Однако, результат боя оказался весьма неожиданным. Брэддок одержал победу техническим нокаутом уже в 3-м раунде.
16 ноября 1934 года Брэддок в матче-реванше одержал победу по очкам над Джоном Генри Льюисом.
22 марта 1935 года победил по очкам Арта Ласки.

### Чемпионский бой с Максом Бэром
13 июня 1935 года Брэддок вышел на бой за титул чемпиона мира в тяжёлом весе против Макса Бэра. Бэр был явным фаворитом (10 к 1). Поединок продлился все 15 раундов. Джим Брэддок одержал сенсационную победу и впервые в карьере стал чемпионом мира.
22 июня 1937 года уступил титул Джо Луису, проиграв нокаутом в 8-м раунде.
21 января 1938 года победил по очкам Томми Фарра. После этого ушёл из бокса окончательно.

## Статистика профессиональных боёв
В таблице перечислены результаты всех поединков боксёров.
В каждой строке указан результат поединка. Дополнительно номер поединка обозначен цветом, который обозначает итог поединка. Расшифровка обозначений и цветов представлена в нижеследующей таблице.
| Пример | Расшифровка                     |
| ------ | ------------------------------- |
|        | Победа                          |
|        | Ничья                           |
|        | Поражение                       |
|        | Планируемый поединок            |
|        | Поединок признан несостоявшимся |
| КО     | Нокаут                          |
| ТКО    | Технический нокаут              |
| PTS    | Решение судей (по очкам)        |
| UD     | Единогласное решение судей      |
| MD     | Решение большинства судей       |
| SD     | Раздельное решение судей        |
| RTD    | Отказ от продолжения боя        |
| DQ     | Дисквалификация                 |
| NC     | Поединок признан несостоявшимся |

| Бой | Дата             | Соперник                    | Место проведения                                                   | Раундов    | Примечание                                                                       |
| --- | ---------------- | --------------------------- | ------------------------------------------------------------------ | ---------- | -------------------------------------------------------------------------------- |
| 86  | 21 января 1938   | Томми Фарр (69-25-17)       | Мэдисон Сквер Гарден, Нью-Йорк, Нью-Йорк, США                      | SD10 (10)  | Счёт судей: 4/4, 4/6, 6/4.                                                       |
| 85  | 22 июня 1937     | Джо Луис (31-1-0)           | Comiskey Park, Чикаго, Иллинойс, США                               | KO8 (15)   | Чемпион мира в тяжёлом весе (1-я защита Брэддока). Луис в нокдауне в 1-м раунде. |
| 84  | 13 июня 1935     | Макс Бэр (40-7-0)           | Madison Square Garden Bowl, Long Island City, Куинс, Нью-Йорк, США | UD15 (15)  | Чемпион мира в тяжёлом весе (1-я защита Бэра). Счёт судей: 7/7, 9/5, 11/4.       |
| 83  | 22 марта 1935    | Арт Ласки (33-2-3)          | Мэдисон Сквер Гарден, Нью-Йорк, Нью-Йорк, США                      | UD15 (15)  |                                                                                  |
| 82  | 16 ноября 1934   | Джон Генри Льюис (34-2-3)   | Мэдисон Сквер Гарден, Нью-Йорк, Нью-Йорк, США                      | PTS10 (10) | Льюис в нокдауне в 5-м раунде.                                                   |
| 81  | 14 июня 1934     | Корн Гриффин (44-10-4)      | Madison Square Garden Bowl, Long Island City, Куинс, Нью-Йорк, США | TKO3 (5)   | Брэддок и Гриффин по одному разу в нокдауне во 2-м раунде.                       |
| 80  | 25 сентября 1933 | Эйб Фельдман (18-1-0)       | Memorial Field Stadium, Маунт-Вернон, Нью-Йорк, США                | NC6 (10)   | Брэддок сломал правую руку.                                                      |
| 79  | 21 июля 1933     | Честер Матан (16-19-1)      | Playgrounds Stadium, West New York, Нью-Джерси, США                | PTS10 (10) |                                                                                  |
| 78  | 21 июня 1933     | Лес Кеннеди (44-19-1)       | Oakland Arena, Джерси-Сити, Нью-Джерси, США                        | PTS10 (10) |                                                                                  |
| 77  | 19 мая 1933      | Эл Стиллман (36-8-3)        | Arena, Сент-Луис, Миссури, США                                     | UD10 (10)  |                                                                                  |
| 76  | 5 апреля 1933    | Мартин Левандовски (25-5-2) | Arena, Сент-Луис, Миссури, США                                     | MD10 (10)  |                                                                                  |
| 75  | 21 марта 1933    | Эл Стиллман (36-7-2)        | Arena, Сент-Луис, Миссури, США                                     | TKO10 (10) | Стиллман в нокдауне один раз в 9-м раунде и два раза в 10-м раунде.              |
| 74  | 1 марта 1933     | Эл Этторе (30-0-0)          | Olympia A.C., Филадельфия, Пенсильвания, США                       | DQ4 (8)    |                                                                                  |
| 73  | 20 января 1933   | Ганс Бирки (22-16-3)        | Мэдисон Сквер Гарден, Нью-Йорк, Нью-Йорк, США                      | PTS10 (10) |                                                                                  |
| 72  | 13 января 1933   | Мартин Левандовски (25-4-2) | Chicago Stadium, Чикаго, Иллинойс, США                             | PTS10 (10) |                                                                                  |
| 71  | 9 ноября 1932    | Лу Скоцца (67-23-7)         | Civic Auditorium, Сан-Франциско, Калифорния, США                   | TKO6 (10)  |                                                                                  |
| 70  | 21 октября 1932  | Том Патрик (23-12-3)        | Legion Stadium, Голливуд, Калифорния, США                          | PTS10 (10) |                                                                                  |
| 69  | 30 сентября 1932 | Динамит Джексон (34-8-2)    | Coliseum, Сан-Диего, Калифорния, США                               | PTS10 (10) | Джексон в нокдауне в 1-м раунде.                                                 |
| 68  | 21 сентября 1932 | Джон Генри Льюис (18-1-0)   | Civic Auditorium, Сан-Франциско, Калифорния, США                   | PTS10 (10) |                                                                                  |
| 67  | 25 июля 1932     | Тони Шукко (39-5-0)         | Madison Square Garden Bowl, Long Island City, Куинс, Нью-Йорк, США | PTS8 (8)   |                                                                                  |
| 66  | 21 июня 1932     | Висенте Парриле (10-2-0)    | Madison Square Garden Bowl, Long Island City, Куинс, Нью-Йорк, США | PTS5 (5)   |                                                                                  |
| 65  | 13 мая 1932      | Чарли Рецлафф (38-2-1)      | Boston Garden, Бостон, Массачусетс, США                            | SD10 (10)  |                                                                                  |
| 64  | 18 марта 1932    | Бакстер Калмес (25-3-3)     | Chicago Stadium, Чикаго, Иллинойс, США                             | UD10 (10)  |                                                                                  |
| 63  | 4 декабря 1931   | Эл Гейнер (21-4-0)          | Arena, Нью-Хейвен, Коннектикут, США                                | PTS10 (10) |                                                                                  |
| 62  | 10 ноября 1931   | Макси Розенблум (110-20-12) | Auditorium, Миннеаполис, Миннесота, США                            | NC2 (10)   |                                                                                  |
| 61  | 9 октября 1931   | Джо Секира (43-14-6)        | Мэдисон Сквер Гарден, Нью-Йорк, Нью-Йорк, США                      | PTS10 (10) |                                                                                  |
| 60  | 3 сентября 1931  | Энди Митчелл (31-6-2)       | Navin Field, Детройт, Мичиган, США                                 | PTS10 (10) |                                                                                  |
| 59  | 30 марта 1931    | Джек Келли (31-11-0)        | Arena, Нью-Хейвен, Коннектикут, США                                | PTS10 (10) | Брэддок в нокдауне в 4-м раунде.                                                 |
| 58  | 5 марта 1931     | Джек Ропер (31-19-6)        | Madison Square Garden Stadium, Майами, Флорида, США                | KO1 (6)    |                                                                                  |
| 57  | 23 января 1931   | Эрни Шааф (28-8-2)          | Мэдисон Сквер Гарден, Нью-Йорк, Нью-Йорк, США                      | SD10 (10)  |                                                                                  |
| 56  | 19 сентября 1930 | Фил Меркурио (22-13-3)      | Boston Garden, Бостон, Массачусетс, США                            | KO2 (10)   |                                                                                  |
| 55  | 11 августа 1930  | Бейбе Хант (44-1-4)         | Braves Field, Бостон, Массачусетс, США                             | PTS10 (10) |                                                                                  |
| 54  | 2 июля 1930      | Джо Монте (26-10-2)         | Fenway Park, Бостон, Массачусетс, США                              | PTS10 (10) |                                                                                  |
| 53  | 5 июня 1930      | Гарольд Мейс (21-8-0)       | Playgrounds Stadium, West New York, Нью-Джерси, США                | PTS10 (10) |                                                                                  |
| 52  | 7 апреля 1930    | Билли Джонс (21-7-1)        | Arena, Филадельфия, Пенсильвания, США                              | UD10 (10)  |                                                                                  |
| 51  | 17 января 1930   | Лео Ломски (68-12-3)        | Coliseum, Чикаго, Иллинойс, США                                    | SD10 (10)  | Ломски в нокдауне во 2-м и 5-м раундах.                                          |
| 50  | 7 декабря 1929   | Джейк Уоррен (14-5-2)       | Ridgewood Grove, Бруклин, Нью-Йорк, США                            | KO2 (6)    |                                                                                  |
| 49  | 15 ноября 1929   | Макси Розенблум (84-16-10)  | Мэдисон Сквер Гарден, Нью-Йорк, Нью-Йорк, США                      | PTS10 (10) |                                                                                  |
| 48  | 27 августа 1929  | Яле Окун (44-16-5)          | Olympic Auditorium, Лос-Анджелес, Калифорния, США                  | PTS10 (10) |                                                                                  |
| 47  | 18 июля 1929     | Томми Лаугран (58-7-5)      | Yankee Stadium, Бронкс, Нью-Йорк, США                              | UD15 (15)  | Чемпион мира в полутяжёлом весе (6-я защита Лауграна).                           |
| 46  | 22 апреля 1929   | Эдди Бенсон (13-14-3)       | Broadway Auditorium, Буффало, Нью-Йорк, США                        | KO1 (10)   |                                                                                  |
| 45  | 11 марта 1929    | Джимми Слэттери (99-6-0)    | Мэдисон Сквер Гарден, Нью-Йорк, Нью-Йорк, США                      | TKO9 (10)  |                                                                                  |
| 44  | 4 февраля 1929   | Джордж Джемас (19-32-1)     | Laurel Garden, Ньюарк, Нью-Джерси, США                             | KO1 (10)   |                                                                                  |
| 43  | 18 января 1929   | Лео Ломски (62-7-3)         | Мэдисон Сквер Гарден, Нью-Йорк, Нью-Йорк, США                      | MD10 (10)  |                                                                                  |
| 42  | 30 ноября 1928   | Таффи Гриффитс (38-1-1)     | Мэдисон Сквер Гарден, Нью-Йорк, Нью-Йорк, США                      | TKO2 (10)  |                                                                                  |
| 41  | 17 октября 1928  | Пит Лацо (55-11-3)          | Newark Armory, Ньюарк, Нью-Джерси, США                             | PTS10 (10) |                                                                                  |
| 40  | 8 августа 1928   | Джо Секира (27-3-4)         | Ebbet's Field, Бруклин, Нью-Йорк, США                              | PTS10 (10) |                                                                                  |
| 39  | 25 июля 1928     | Нандо Тасси (12-5-0)        | Ebbet's Field, Бруклин, Нью-Йорк, США                              | PTS10 (10) |                                                                                  |
| 38  | 27 июня 1928     | Билли Видабек (29-12-5)     | Playgrounds Stadium, West New York, Нью-Джерси, США                | NWS10 (10) |                                                                                  |
| 37  | 7 июня 1928      | Джо Монте (15-4-1)          | Мэдисон Сквер Гарден, Нью-Йорк, Нью-Йорк, США                      | PTS10 (10) |                                                                                  |
| 36  | 16 мая 1928      | Джимми Фрэнсис (12-9-2)     | Playgrounds Stadium, West New York, Нью-Джерси, США                | NWS10 (10) |                                                                                  |
| 35  | 7 мая 1928       | Джек Дарнелл (3-10-1)       | Grotto Auditorium, Джерси-Сити, Нью-Джерси, США                    | KO4 (10)   |                                                                                  |
| 34  | 6 января 1928    | Пол Свидерски (5-3-1)       | Мэдисон Сквер Гарден, Нью-Йорк, Нью-Йорк, США                      | PTS8 (8)   |                                                                                  |
| 33  | 7 октября 1927   | Джо Монте (13-1-0)          | Мэдисон Сквер Гарден, Нью-Йорк, Нью-Йорк, США                      | PTS10 (10) |                                                                                  |
| 32  | 31 августа 1927  | Герман Геллер (6-0-1)       | Playgrounds Stadium, West New York, Нью-Джерси, США                | NWS10 (10) |                                                                                  |
| 31  | 10 августа 1927  | Вик Маклаглин (21-13-6)     | Playgrounds Stadium, West New York, Нью-Джерси, США                | NWS10 (10) |                                                                                  |
| 30  | 21 июля 1927     | Джордж ЛаРокко (21-6-1)     | Yankee Stadium, Бронкс, Нью-Йорк, США                              | UD6 (6)    | ЛаРокко в нокдауне во 2-м и 4-м раундах.                                         |
| 29  | 13 июля 1927     | Джимми Фрэнсис (11-7-2)     | Playgrounds Stadium, West New York, Нью-Джерси, США                | NWS10 (10) |                                                                                  |
| 28  | 8 июня 1927      | Джимми Фрэнсис (11-7-2)     | Playgrounds Stadium, Уэст-Нью-Йорк, Нью-Джерси, США                | NWS10 (10) |                                                                                  |
| 27  | 27 мая 1927      | Пол Кавальер (17-2-1)       | Arcola Park, Парамес, Нью-Джерси, США                              | NWS10 (10) |                                                                                  |
| 26  | 20 мая 1927      | Джордж ЛаРокко (21-5-0)     | Yankee Stadium, Бронкс, Нью-Йорк, США                              | PTS6 (6)   |                                                                                  |
| 25  | 11 мая 1927      | Джек Стоун (0-21-0)         | Playgrounds Stadium, West New York, Нью-Джерси, США                | NWS10 (10) | Брэддок в нокдауне во 2-м раунде.                                                |
| 24  | 2 мая 1927       | Стенли Симмонс (2-2-0)      | Oakland Arena, Джерси-Сити, Нью-Джерси, США                        | TKO1 (6)   | Симмонс 4 раза в нокдауне.                                                       |
| 23  | 19 апреля 1927   | Фрэнки Леннон               | Уилкс-Барре, Пенсильвания, США                                     | TKO3 (6)   |                                                                                  |
| 22  | 15 марта 1927    | Том МакКирнан (5-11-0)      | США                                                                | KO2        |                                                                                  |
| 21  | 8 марта 1927     | Ник Фадил (13-5-1)          | Pioneer Sporting Club, Нью-Йорк, Нью-Йорк, США                     | PTS6 (6)   |                                                                                  |
| 20  | 3 марта 1927     | Лу Барба (5-1-0)            | Мэдисон Сквер Гарден, Нью-Йорк, Нью-Йорк, США                      | PTS4 (4)   |                                                                                  |
| 19  | 15 февраля 1927  | Джек Нельсон (0-4-1)        | Уилкс-Барре, Пенсильвания, США                                     | PTS6 (6)   |                                                                                  |
| 18  | 1 февраля 1927   | Джонни Альбертс (4-0-1)     | Уилкс-Барре, Пенсильвания, США                                     | KO4 (6)    |                                                                                  |
| 17  | 28 января 1927   | Джордж ЛаРокко (17-3-0)     | Мэдисон Сквер Гарден, Нью-Йорк, Нью-Йорк, США                      | KO1 (4)    |                                                                                  |
| 16  | 20 декабря 1926  | Док Конрад (1-1-0)          | 4th Regiment Armory, Джерси-Сити, Нью-Джерси, США                  | NWS4 (4)   |                                                                                  |
| 15  | 8 декабря 1926   | Джо Хадсон (4-3-1)          | Manhattan A.C., Нью-Йорк, Нью-Йорк, США                            | PTS6 (6)   |                                                                                  |
| 14  | 4 декабря 1926   | Эл Сеттл (2-1-0)            | Walker A.C., Нью-Йорк, Нью-Йорк, США                               | PTS6 (6)   |                                                                                  |
| 13  | 12 ноября 1926   | Лу Барба (3-0-0)            | Pioneer Sporting Club, Нью-Йорк, Нью-Йорк, США                     | PTS6 (6)   |                                                                                  |
| 12  | 30 сентября 1926 | Кармин Каггиано (0-5-0)     | Playgrounds Stadium, West New York, Нью-Джерси, США                | KO1 (6)    |                                                                                  |
| 11  | 16 сентября 1926 | Рэй Кеннеди                 | Playgrounds Stadium, West New York, Нью-Джерси, США                | KO1 (6)    |                                                                                  |
| 10  | 13 сентября 1926 | Майк Рок                    | Oakland Arena, Джерси-Сити, Нью-Джерси, США                        | KO1 (6)    |                                                                                  |
| 9   | 7 сентября 1926  | Джин Траверс (0-1-0)        | Oakland Arena, Джерси-Сити, Нью-Джерси, США                        | KO1 (6)    |                                                                                  |
| 8   | 9 июля 1926      | Вальтер Вестман             | Boyle's Thirty Acres, Джерси-Сити, Нью-Джерси, США                 | TKO3 (6)   |                                                                                  |
| 7   | 28 июня 1926     | Джим Пирсон (0-2-0)         | Oakland Arena, Джерси-Сити, Нью-Джерси, США                        | KO2        |                                                                                  |
| 6   | 18 июня 1926     | Ли Добсон (4-1-0)           | Boyle's Thirty Acres, Джерси-Сити, Нью-Джерси, США                 | KO1 (4)    |                                                                                  |
| 5   | 3 мая 1926       | Вилли Дейли                 | Джерси-Сити, Нью-Джерси, США                                       | KO1        |                                                                                  |
| 4   | 2 мая 1926       | Джек О'Дей (1-4-0)          | Джерси-Сити, Нью-Джерси, США                                       | KO1        |                                                                                  |
| 3   | 1 мая 1926       | Фил Вайсбергер (1-8-0)      | Джерси-Сити, Нью-Джерси, США                                       | KO1        |                                                                                  |
| 2   | 22 апреля 1926   | Джордж Дешнер (1-2-0)       | Knights of Columbus, Ridgefield Park, Нью-Джерси, США              | KO2 (6)    | Дешнер дважды в нокдауне в 1-м раунде.                                           |
| 1   | 13 апреля 1926   | Эл Сеттл (0-1-0)            | Amsterdam Hall, Юнион-Сити, Нью-Джерси, США                        | NWS4 (4)   |                                                                                  |

## Интересные факты
- В 2001-м году включён в Международный зал боксёрской славы, расположенный в Канастоте, Нью-Йорк.
- «Джеймс Дж. Брэддок» — так назван в Северном округе Хадсон парк North Bergen.
- Британская группа The BibleCode Sundays[англ.] в 2008 выпустила песню под названием «The Cinderella Man» (с англ. — «Золушка-мужчина»), как дань Брэддоку.
- В 2005 году вышел биографический фильм «Нокдаун», который рассказывает историю Джеймса Брэддока. Главную роль сыграл Рассел Кроу.